# Via Agrippa

Principalele drumuri romane construite în Galia sub Imperiul Roman.

Via Agrippa desemnează rețeaua de drumuri romane din Galia Romană creată de Agrippa, în secolul I î.Hr., căruia Octavian îi încredințase organizarea Galiilor.

## Proiectul lui Agrippa
Această rețea radia pornind de la noua implantare strategică romană, Lugdunum (Lyon). Geograful antic Strabon i-a indicat liniile directoare: 
„Agrippa a ales Lugdunum pentru a-l face punctul de plecare al marilor drumuri din Galia, care sunt în număr de patru și ajung, primul, la santoni și în Aquitania, al doilea la Rin, al treilea la Ocean, iar al patrulea în Gallia Narbonensis și pe coasta massaliotică.”
În alți termeni:

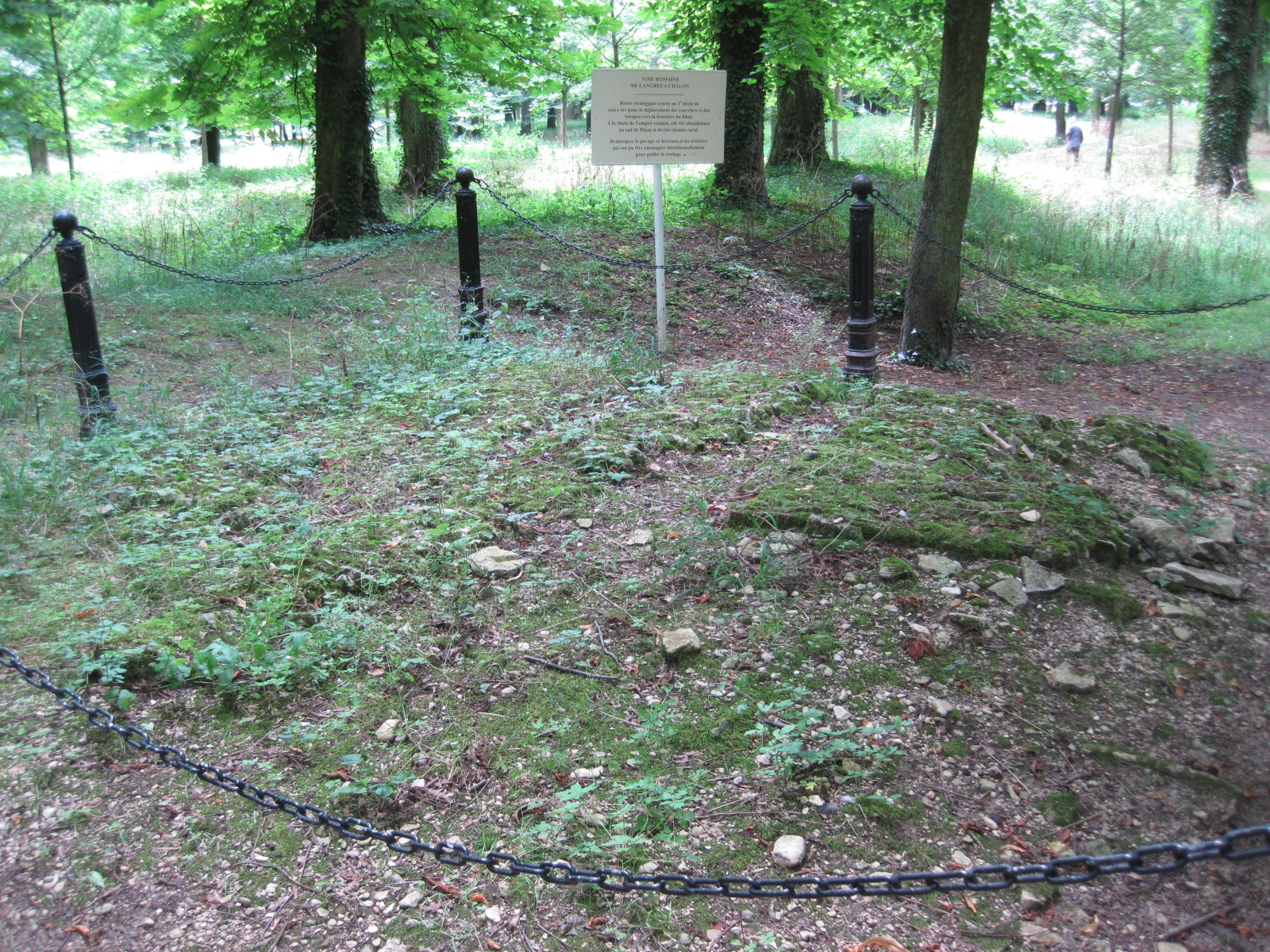
Vestigii ale Via Agrippa, care leagă Langres cu Chalon-sur-Saône, în parc de la Colombière din Divio (Dijon).

- un drum spre Atlantic, de la Lugdunum spre Mediolanum Santonum (Saintes), Via Agrippa (Saintes-Lyon), drumul spre Aquitania
- un drum spre Canalul Mânecii și Marea Nordului, prin Reims, Beauvais, Via Agrippa de l'Océan;
- un drum spre Rin / Colonia Claudia Ara Agrippinensium, prin Langres și Colonia Augusta Trevorum (Trier);
- un drum spre sud, Arelate (Arles) și Massilia (Marsilia).

Dacă toți specialiștii s-au pus de acord pentru situarea construirii acestor drumuri sub Agrippa și Octavian Augustus, datarea pe care ei o propun diferă de la o lucrare la alta: 
- în 39 î.Hr. / 38 î.Hr.[3]
- potrivit lui Pierre Gros, începând cu 22 î.Hr. / 21 î.Hr.[2]
- iar Paul Petit, între 16 î.Hr. și 13 î.Hr.[4]

## Axa Sud
Încă din perioada preistorică, exista un drum care se ținea la distanță de Ron și de gurile de vărsare ale afluenților acestuia, preferând câmpiei, uneori mlăștinoasă, primele pante abrupte ale dealurilor. 
Sub impulsul lui Augustus, Agrippa a amenajat o cale apropiată de Ron, pe malul stâng al fluviului, însă agățată cât mai mult de poalele dealurilor. Această axă trecea prin puncte de importanță diferită: 
- Orașe: Arles, Avignon, Montélimar, Valence, Vienne, Lyon
- Relee de poștă (în latină, mutationes) unde se puteau schimba (în latină, mutare) echipajele călătorilor și poștașilor, slujbași ai  cursus publicus .

Această axă a fost completată prin Via Antonina, sau Via Helviorum, pe malul drept al Ronului.

## Urmele rămase de laVia Agrippa: exemplu din Valentinois

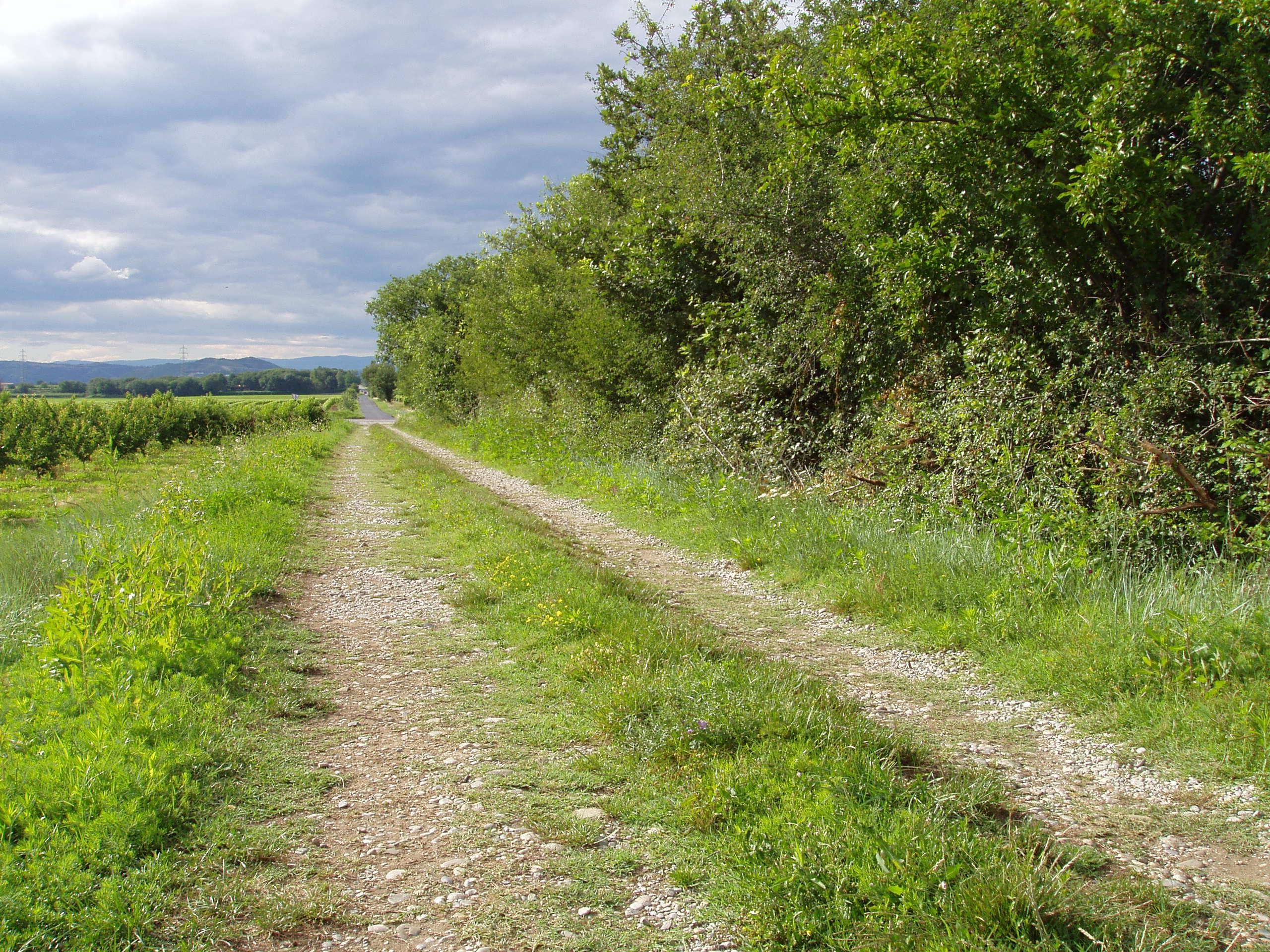
Calea și drumul comunal reiau traseul Via Agrippa, în apropiere de Beaumont-Monteux (Drôme).

Se pare că, pentru teritoriul coloniei Valentia (Valence), traseul acestui drum a fost aproape identic cu cel al actualei Route Nationale 7 (RN7), cu excepția faptului că traseul trebuia să evite zonele de confluență mlăștinoase. Astfel, la nord de Isère, Via Agrippa trece la est de Națională: după intersecția Sept Chemins (în română, „Șapte Căi”), ea urmează în direcția sud spre Beaumont-Monteux la nivelul Departamentalei 101, un drum comunal apoi un drum care urmează un traseu rectiliniu foarte caracteristic drumurilor romane. Aceste căi servesc astăzi de limită comunelor Beaumont-Monteux și Pont-de-l’Isère. Nu departe de acolo, toponimul « Vie Magne » (din latină via magna) mărturisește despre trecerea în aceste locuri a unui „drum mare”.
La sud de râul Drôme, între Loriol și Saulce, Via Agrippa se află la circa 750 de metri la vest de RN7. Local este cunoscută ca „vechea cale spre Saulce”, în franceză: ancienne route de Saulce, și pe acest tronson se afla Mutatio Bantiana, un releu poștal citat în  Itinerarul de la Bordeaux la Ierusalim (din 333) și notat astfel pe Tabula Peutingeriana. Corespunde cu cartierul Bance (sau Bances), unde nimic nu mai este vizibil, dar au fost descoperite acolo numeroase monede romane și fragmente de olărie și de cărămizi roșii presărate încă pe câmp.

## Miliarele de peVia Agrippa

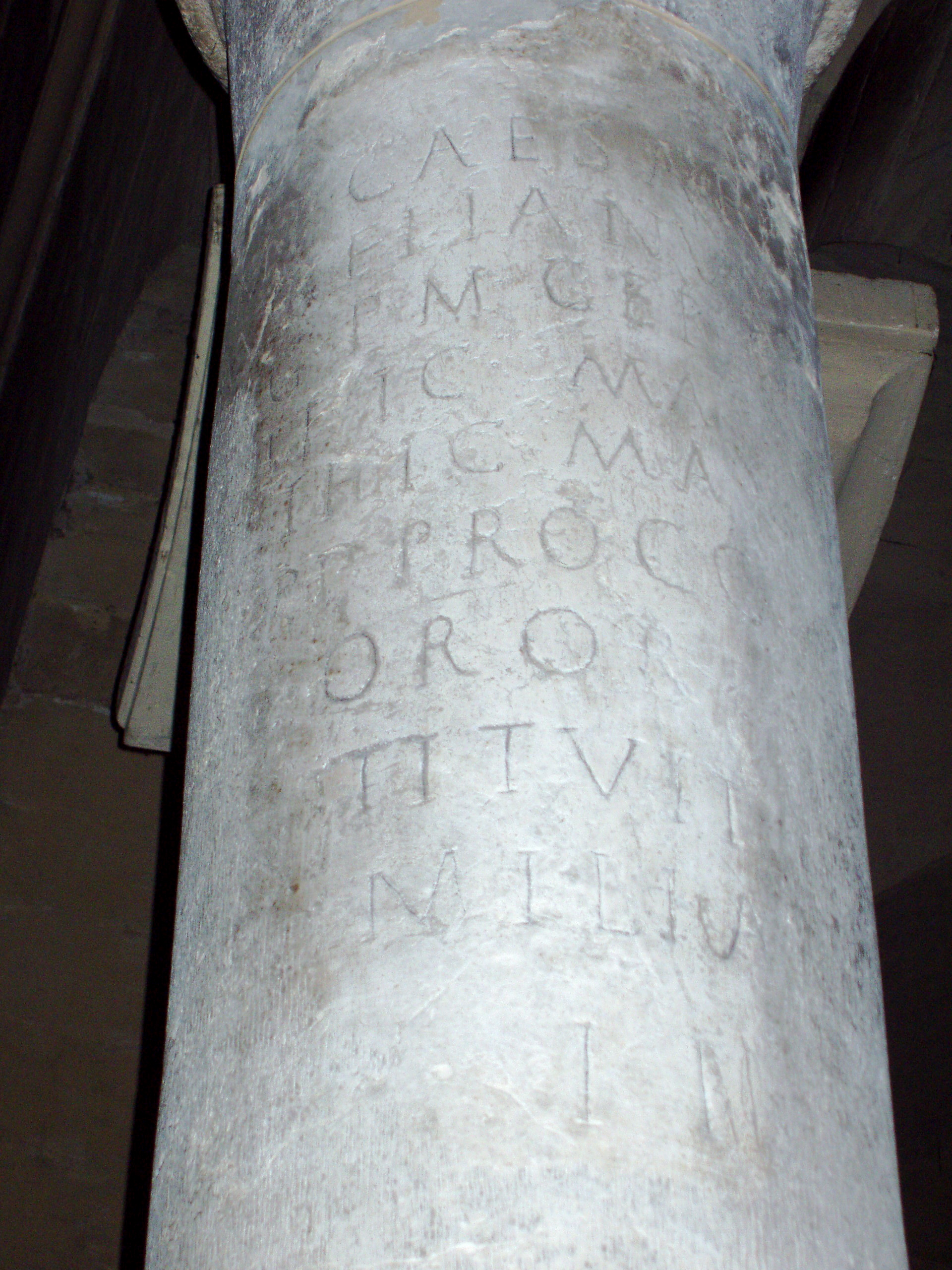
Piatră miliară de pe Via Agrippa (în catedrala din Valence, Drôme)

Ca și celelalte mari drumuri romane, Via Agrippa era jalonată de coloane de piatră (borne) denumite miliare: plasat de-a lungul drumurilor, ele indicau numele magistatului sau al împăratului care le ridicase sau le reparase, cât și distanțele în mile cu puncte de referință (capita viae) care, pentru Via Agrippa, nu erau altele decât Vienne, Valence și Avignon. 
Pe cele 22 miliare descoperite pentru acest drum, se poate cita cea de-a VI-a (pornind de la Valence) care se găsește în parcul proprietății La Paillasse (comuna Étoile-sur-Rhône). Ea poartă numele lui Antoninus Pius (138-161) și ar trebui, la origine, să se fi aflat la mai puțin de 2 km la nord de amplasamentul său actual, unde a fost deplasată în 1757. Alt exemplu, a III-a miliară sau a IV-a (C.I.L., XII, 5549) care este folosită (prin reutilizare) în galeria de trecere dintre cor și absidă, în catedrala Saint-Apollinaire (Valence), încă vizibilă astăzi (a se vedea fotografia alăturată). Această piatră miliară ar data din 274 sau 275 după Hristos și poartă inscripția următoare:
(Între paranteze rotunde, abrevierile, iar între paranteze drepte, literele șterse sau dificil de citit)
| În latină :IMP(ERATOR) CAESAR L(UCIUS) DOMIT[IUS] / AURELIANU[S] P(IUS) [F(ELIX)] INV[I]CT[US] / [AU]G(USTUS) P(ONTIFEX) MA(XIMUS) GER[MANIC(US) MAX(IMUS)] / [GO]THIC(US) MA[X(IMUS) CARPIC(US) MAX(IMUS)] ? / [PAR]THIC(US) MA[X(IMUS) TRIB(UNICIA) POT(ESTATE) VI CO(N)S(UL)] ? / [III] P(ATER) P(ATRIA) PROCO(N)[S(UL) PACATOR ET RES] / [TITUT]OR ORB(IS) [REFECIT ET] / [R]ESTITUIT […] / MILIA [PASSUUM] / I[I] II ? |  | În română: Împăratul Caesar Lucius Domitius Aurelianus, pios, fericit, invincibil, august, suveran pontif, Germanicus, foarte mare, Gothicus, foarte mare, Carpicus, foarte mare, Parthicus, foarte mare, cu putere tribuniciană reînnoită pentru a VI-a oară, consul, pentru a (III-a ?) oară, părinte al patriei, proconsul, restituitor și pacificator al universului, a reparat drumul. 3 (sau 4 ?) mile / mii de pași. |